# Treinbrief
Onder een treinbrief verstaat men in de Nederlandse filatelie een brief die, voor een deel van het traject of het gehele traject, werd vervoerd door de Nederlandse Spoorwegen, in plaats van door de PTT. De treinbrief werd vooral gebruikt voor spoedeisende berichten en voor berichten die in het weekend verzonden moesten worden.
Vervoer van treinbrieven vond plaats tussen 1924 en 1979. De term 'treinbrief' werd pas voor het eerst in 1955 in een officieel document gebruikt. Voor die tijd werden de brieven ook wel 'bagagebureaubrieven' genoemd.
Na de Tweede Wereldoorlog betrof deze vorm van postale dienstverlening door de spoorwegen in toenemende mate perstreinbrieven.

## Geschiedenis
Sinds 1 april 1924 bestond de mogelijkheid om expressebrieven mee te geven met treinen die geen postrijtuig bevatten. Op 15 mei 1927 werden ook gewone brieven toegelaten.
Op 7 augustus 1929 werd ook verzending via een door de Nederlandse Spoorwegen (NS) geëxploiteerde tramweg toegestaan.
Op 13 januari 1943 werd met dienstorder 20 bekendgemaakt dat het vervoer van treinbrieven per 14 januari werd gestaakt.
Op 19 september 1951 werd meegedeeld dat vanaf 7 oktober weer treinbrieven konden worden verzonden.
In een dienstorder van 24 maart 1955 werd de term 'treinbrief' voor het eerst gehanteerd.
Op 1 mei 1979 werd het vervoer van treinbrieven gestaakt.
| Expresse-treinbrief 12 sept. 1933 van Haarlem naar Berlijn. Deze treinbrief is gefrankeerd met 8 × NVPH 253 (herdenkingszegel geboorte Prins Willem I van Oranje 1933 (5 ct)) en 1 × NVPH 256 (vredeszegel 1933 (12½ ct)). Totaal 52½ ct. Dat is correct, want het internationaal posttarief gewichtsklasse 40-60 g bedraagt 27½ ct en het expresse-tarief 25 ct. Op de voorzijde een rode expresse-strook model P 57 - L. 1313. '31 Stempels: frankeerzegels en spoorwegzegel volgens voorschrift ontwaard met Exp. stempel Haarlem (NS) 12 sept. 1933.Op de achterzijde 2 (verschillende) stempels Berlin W. 13 sept. 1933. Volgens voorschrift op de achterzijde een spoorwegzegel van 10 cent als treinbriefzegel. |

## Dienstorders
Alhoewel reeds langere tijd gebruikgemaakt werd van de mogelijkheid om brieven met de trein te verzenden, werd pas in 1927 een formele overeenkomst hieromtrent gesloten tussen PTT en Nederlandse Spoorwegen. Ter gelegenheid hiervan vaardigde de PTT de eerste dienstorder uit, waarin sprake is van brieven die rechtstreeks aan de spoorwegen worden aangeboden.

### 1927: de eerste dienstorder inzake vervoer van brieven door NS
Dienstorder 287 van de PTT, gedateerd 4 mei 1927, meldt voor het eerst de mogelijkheid om brieven tot 500 gram rechtstreeks aan te bieden aan de bagagebureaus van de spoorwegen:

1. Met de directie van de Nederlandsche Spoorwegen in overeengekomen, dat met ingang van 15 mei a.s. door het publiek, behalve expresse-briefpostzendingen, ook niet-expresse, voor het binnenland bestemde stukken, waarvan geen aanteekening wordt verlangd, aan de bagagebureaus van de stations kunnen worden afgegeven.
2. De spoorwegdienst het voor zijn bemoeiingen, ook ten opzichte van de niet-expresse correspondentie, een bedrag van 10 cent per stuk, in gereed geld te voldoen.

3. Van vorengenoemden datum af mogen de door den spoorwegdienst aan te nemen stukken als hier bedoeld, een gewicht van 500 gram niet te boven gaan.

In de praktijk vond de heffing van 10 cent per poststuk plaats door het plakken van een spoorwegzegel (vrachtbriefzegel) van 10 cent. Een enkele maal werd ook een paartje zegels van 5 cent gebruikt. Deze zegel(s) diende(n) formeel aan de achterzijde van de brief te worden geplakt. Aan de voorzijde vond de normale frankering met postzegels volgens het PTT-tarief plaats. Alle zegels, zowel aan de voor- als de achterzijde, werden afgestempeld met een stempel van de spoorwegen.

### 1939: de overdracht
In dienstorder 390 van 26 juli 1939 werd voor het eerst een uitgebreide beschrijving gegeven van de overdracht van brieven aan personeel van de PTT op het station van aankomst.

### 1943: tijdelijk einde van het vervoer van 'bagagebureaubrieven'
Dienstorder 20 van 13 januari 1943 meldt omtrent de inmiddels als 'bagagebureaubrieven' aangeduide treinbrieven:

De N.V. Nederlandsche Spoorwegen heeft zich genoodzaakt gezien de gelegenheid tot afgifte van stukken aan de bagagebureaus van haar stations en van de stations der door haar geëxploiteerde tramwegen (artt 283 der VP 1 en 110 van den Postgids) onder de tegenwoordige omstandigheden op te heffen met ingang van 15 januari a.s.

### 1951: vervoer van 'bagagebureaubrieven' hervat
Per dienstorder van 19 september 1951 werd bekendgemaakt dat vanaf 7 oktober het vervoer van de zogenaamde 'bagagebureaubrieven' werd hervat. In deze dienstorder is sprake van door de Nederlandsche Spoorwegen geëxploiteerde treinen en busdiensten. Er wordt onderscheiden tussen:
1. voor het binnenland bestemde brieven met een gewicht van max. 500 g en briefkaarten;
2. voor het buitenland bestemde per luchtpost te verzenden brieven, max. 20 g en briefkaarten.

De NS heffen voor haar bemoeiingen voor elk stuk een bedrag van 15 cent, dat door middel van een spoorzegel op het stuk wordt verantwoord, bij brieven op de achterzijde, bij briefkaarten op de voorzijde.
Vanaf dat moment werden voor treinbrieven speciale zegels in omloop gebracht. De oude spoorwegzegels, die op vrachtbrieven van NS en Van Gend & Loos geplakt werden, werden sinds de spoorwegstaking van september 1944 niet meer gebruikt.

### 1955: de term 'treinbrief' duikt op
De aanduiding 'treinbrief' werd voor het eerst gebruikt in een dienstorder van 24 maart 1955:

H. 205. Treinbrieven. 1. Het is gebleken dat door de verschillende benamingen (perspakjes, bagagebureau-brieven, spoorbrieven, brieven met spoorzegel e.a.), welke werden gegeven aan de door het publiek aan de bagagebureaus der Nederlandsche Spoorwegen ter verzending aangeboden stukken, verwarring ontstaat.

2. Deze stukken dienen voortaan, in overeenstemming met de algemeen bij de Nederlandsche Spoorwegen in gebruik zijnde benaming, uitsluitend te worden aangeduid als 'TREINBRIEVEN'.

3. Pers- en redactiebureaus mogen de voor hen bestemde treinbrieven na aankomst van de treinen op het station doen afhalen. De hiermede belaste personen dienen van een legitimatiebewijs te zijn voorzien. Zijn de tot afhalen bevoegden niet aanwezig, dan worden de stukken overeenkomstig het vermelde in art 325 A (leden 1-3) van de VP 1 en art 186 (leden 1 en 2) van de VPH door de Nederlandsche Spoorwegen aan de postdienst overgegeven.
4. De artt 109 A van de Postgids, deel 1 A, 325 A van de VP 1 en 186 van de VPH zullen worden gewijzigd.

### 1970: reorganisatie
Toen de NS in 1970 in het kader van Spoorslag '70 ook het bagage- en expresgoederenvervoer reorganiseerde, werd ook het vervoer van treinbrieven ingrijpend gewijzigd. De nieuwe regeling (volgens dienstorder nr. 286 van 14 mei 1970) maakte onderscheid tussen treinbrieven en pers-treinbrieven. Treinbrieven konden nog maar aan de loketten van een beperkt aantal stations worden aangeboden. Boven de frankering was aan NS een bedrag van 45 ct verschuldigd, dat bedrag moest met een NS-zegel op het stuk worden verantwoord.
Pers-treinbrieven waren bestemd voor pers- en/of redactiebureaus en werden door de geadresseerden aan het station of de trein afgehaald. Ze moesten aan de adreszijde worden voorzien van een rode sticker 'Pers-treinbrief'. De PTT had met de pers-treinbrieven geen enkele bemoeienis (ze werden aan het loket van het station afgegeven en ook weer aan een loket door de ontvanger afgehaald), maar vanwege het postmonopolie moesten ze toch met postzegels worden gefrankeerd (en daarbovenop met een treinbriefzegel).

### 1979: einde van de treinbrief
Met de dienstorder 213 van 18 april 1979 werd bekendgemaakt dat per 1 mei 1979 het vervoer van treinbrieven en pers-treinbrieven zou worden gestaakt.

## Treinbriefzegels
Behalve de normale frankering van de treinbrief, of de als treinbrief verzonden briefkaart, evt. verhoogd met het tarief voor expresse-post, moest voor het vervoer van een treinbrief ook een vergoeding aan de Nederlandse Spoorwegen worden voldaan.
Tussen 1924 en 1944 bedroeg het tarief 10 cent. Deze vergoeding moest worden voldaan door het plakken van een (oranjegele) vrachtbriefzegel (een zogenaamde spoorwegzegel) van 10 cent op de achterzijde van de brief (of op de voorzijde van een 'treinbriefkaart'). Sporadisch werden ook twee spoorwegzegels van 5 cent geplakt.
Toen het vervoer van treinbrieven in 1946 werd hervat, werden speciale treinbriefzegels gedrukt. Dat waren aanvankelijk zegeltjes van 15 cent in blauw en rood. Op 1 maart 1964 werd het tarief verhoogd tot 50 cent. Daarvoor verschenen nieuwe zegels, in een nieuw formaat en in een nieuw ontwerp, in de kleuren geel en groen. Al op 12 april werd deze prijsverhoging door de Minister van Economische Zaken teruggedraaid. Op 1 februari 1965 werd een tariefverhoging van 15 naar 25 cent wel goedgekeurd. Er verschenen zegels in dezelfde tekening als de ingetrokken zegel van 50 cent, maar nu in de kleuren oranje en zwart. Een jaar later volgde op 1 juli 1966 een tariefverhoging tot 35 cent. NS bracht eerst tijdelijk een zegel van 5 cent uit (zelfde ontwerp, karmijnrood en grijs). Eind juli 1966 verscheen een zegel van 35 cent in hetzelfde ontwerp in blauwgroen en lichtgrijs. Op 1 oktober 1967 werd het tarief opnieuw verhoogd, nu tot 45 cent. De vroegst bekende datum van het nieuwe zegel van 45 cent in rood en geel, nog steeds in hetzelfde ontwerp, is 23 nov. 1967. In 1970 verscheen een nieuw ontwerp zegel van 45 cent met het nieuwe embleem van NS en een gestileerde afbeelding van een elektrische trein in geel en blauw (vroegst gemelde datum: 10 april). Op 1 mei 1972 ging de laatste tariefwijziging in. Ter gelegenheid daarvan verscheen opnieuw een geheel nieuw vormgegeven zegel in een groter formaat in full color met een afbeelding van een elektrische trein en voor het eerst (en het laatst) de aanduiding “treinbriefzegel”.
ansichtkaart · brief · briefkaart · briefkaart met betaald antwoord · luchtpostblad · postblad · postwaardestuk · rouwkaart · tijdschrift · treinbrief · verhuiskaart · wenskaart